# Phare du cap Mondego
Le phare du cap Mondego  est un phare portugais qui est situé au cap Mondego, dans la freguesia de Buarcos, cité et municipalité de Figueira da Foz, district de Coimbra (Région Centre du Portugal).
Il est géré par l'autorité maritime nationale du Portugal à Oeiras (Grand Lisbonne).

## Histoire
Le phare est constitué d'une tour carrée blanche, en maçonnerie, avec bâtiment annexe, le tout mesurant 15 mètres de haut. Il a une lanterne blanche, avec une plate-forme et une coupole rouge.
Les identifiants sont :
- ARLHS : POR010 ; PT-102 - Amirauté : D2060 - NGA : 3284.